# Voloshinita
La voloshinita és un mineral de la classe dels silicats, que pertany al grup de les miques. Rep el seu nom en honor del famós mineralogista rus Anatoli Vassílievitx Voloixin (1937), que va investigar la mineralogia de les pegmatites de la tundra de Voron'i durant molts anys.

## Característiques
La voloshinita és un fil·losilicat de fórmula química Rb(LiAl1,5□1,5)(Al0,5Si3,5)O10F₂. Va ser aprovada com a espècie vàlida per l'Associació Mineralògica Internacional l'any 2007. Cristal·litza en el sistema monoclínic.

## Formació i jaciments
Va ser descoberta al mont Vasin-Myl'k, a Voron'i Tundry, a la península de Kola (óblast de Múrmansk, Rússia), l'únic indret on ha estat descrita.